# Bamingui-Bangoran
Bamingui-Bangoran est l'une des vingt  préfectures de la République centrafricainesituée au nord-est à environ 669 kilomètres de Bangui. Elle couvre une superficie de 43 229 km2 et comptait 38 437 habitants en 2003 ; sa densité de population est de 0,7 hab./km2 est la plus basse du pays. Elle tient son nom de deux cours d'eau, le Bamingui et le Bangoran qui forment le fleuve Chari, principal tributaire du Lac Tchad. Son chef-lieu est Ndélé.

## Géographie
La préfecture est située au nord du pays, elle est frontalière du Tchad au nord et limitrophe de quatre préfectures centrafricaines.
|              | Moyen-Chari       | Salamat     |
|              | Bamingui-Bangoran | Vakaga      |
| Nana-Grébizi | Ouaka             | Haute-Kotto |

## Histoire
La sous-préfecture autonome de Ndélé est érigée en préfecture de Bamingui-Bangoran en novembre 1964.

## Administration
La Bamingui-Bangoran constitue avec la Haute-Kotto et la Vakaga, la région Fertit, numéro 5 de la République centrafricaine.

### Sous-préfectures et communes
La Bamingui-Bangoran est divisée en deux sous-préfectures et trois communes :
| - Sous-préfecture de Ndélé : - Dar El Kouti - Mbolo-Pata |  |  | - Sous-préfecture de Bamingui : - Vassako |

Les trois communes de la Bamingui-Bangoran sont constituées de 97 villages et 27 quartiers.
| Sous-préfectures | communes     | superficie (km²) | population (hab. 2015) | villages (nbre 2003) | quartiers (nbre 2003) |
| Bamingui         | Vassako      | 22 018,34        | 8 418                  | 13                   | 0                     |
| Ndélé            | Dar el Kouti | 31 254,99        | 40 572                 | 59                   | 27                    |
| Ndélé            | Mbolo-Pata   | 5 155,73         | 5 356                  | 25                   | 0                     |

### Villes et villages
La sous-préfecture de Ndélé compte 84 villages recensés en 2003.
- Abou-Ndoulaf, Akourousoulba
- Aliou (en)
- Bakolekpa
- Bandjipreu
- Bangbali
- Bangbali-Outmane
- Bavoko
- Bilinguili
- Bir-Batouma Moussa
- Bolo
- Botedjo
- Boul-Kinia
- Campement de Mialouto
- Demi Batchi
- Deo
- Diki
- Djabossinda
- Djamassinda
- Dongo
- Doum
- Gaita Mainda
- Galo
- Garba
- Gbetihindjou
- Godere
- Godovo
- Golongoso
- Gondo
- Gou Mbre
- Goumindou
- Gounda
- Gouyambri
- Goz Amar
- Goz Beida
- Idongo
- Kadekadjia
- Kaga-Doumba
- Kaligne-Souleyman
- Kassena Souleyman
- Kenouzou
- Kilibiti
- Kolo
- Kori
- Koubou
- Koudi
- Koundi (en)
- Koutchikako
- Koutoukaye
- Kouyara
- Kpakpale
- Krakoma
- Lazanguere
- Lemena
- Lokotoumala
- Manegoto
- Manga
- Manovo
- Mbala
- Mbolo
- Mbolo Abetlanga
- Mialouto
- Miamere
- Miamete Adoum
- Mindou
- Ndagra
- Ndélé
- Ndire
- Ngoudjaka
- Ngoudro
- Ngouga
- Ngoumbiri
- Ngoussoua
- Ngoussoua Campement
- Njoko
- Ouihi
- Ouihi-Goutehoko
- Pata
- Rokone al Arab
- Sokoumba
- Takara
- Tiri
- Tolisso
- Vougba
- Voungba
- Yaffo
- Yangou Birlo
- Yangou Brindji
- Yangou Ndarsa
- Zoukoutoumiala
- Zoukoutouniala

## Économie
La préfecture se situe dans la zone de cultures vivrières à mil et manioc dominants, maïs, courges et haricots. Les ressources minières sont constitués par l'exploitation de gisements de calcaire. Deux vastes aires protégées s'étendent sur le territoire de la préfecture : le Parc national du Manovo-Gounda St. Floris et le Parc national de Bamingui-Bangoran.